# Eunica amata
Eunica amata är en fjärilsart som beskrevs av Druce 1874. Eunica amata ingår i släktet Eunica och familjen praktfjärilar. Inga underarter finns listade i Catalogue of Life.